# Usine d'Eagle Rock

L'Usine d'Eagle Rock ou Eagle Rock Enrichment Facility est un projet d'usine d'enrichissement de l'uranium situé à Eagle Rock près du Laboratoire national de l'Idaho  aux États-Unis.
Les travaux qui devaient débuter en 2011, sont reportés dans un premier temps en 2012, puis en 2013 et 2014. Depuis 2011, le projet est reporté sine die.
L'Idaho fournirait potentiellement 290 millions d'euros d'aides publiques directes et indirectes pour ce projet d’usine de traitement d’uranium créant 250 emplois,.